# Dimitri Leemans
Pour les articles homonymes, voir Leemans.
Dimitri Leemans est un mathématicien belge né à Uccle en 1972.

## Biographie
Leemans a obtenu sa Licence en Sciences mathématiques à l'Université libre de Bruxelles en 1994 et son doctorat, sous la direction de Francis Buekenhout et Michel Dehon en 1998,.
Il est actuellement Professeur au département de mathématiques de la Faculté des Sciences de l'Université libre de Bruxelles. Il a vécu cinq ans en Nouvelle-Zélande de 2011 à 2016 où il a travaillé pour l'université d'Auckland en tant que professeur associé et est revenu en Belgique après avoir rencontré des problèmes avec Immigration New Zealand à cause de l'autisme de son beau-fils.

## Prix et distinctions
- Prix Agathon De Potter pour la période 2000-2002 de l'Académie Royale des Sciences de Belgique [5]
- Prix annuel 2007 de mathématiques de l'Académie Royale des Sciences de Belgique[6]
- 2013-2016 Bourse Marsden (en) de la Société royale de Nouvelle-Zélande [7]
- Prix de recherche 2014 de la New Zealand Mathematical Society [8]
- 2018 Prix François-Deruyts de Géométrie de l'Académie Royale des Sciences de Belgique
- 2022 Knut and Alice Wallenberg visiting professorship à l'Université d'Umea en Suède

## Recherches
Le principal domaine de recherche de Leemans se situe à l'interface de l'algèbre, des mathématiques computationnelles, de la combinatoire et de la géométrie. Il a apporté des contributions majeures à l'étude des polytopes réguliers et polytopes chiraux (en) dont les groupes d'automorphismes (en) sont des groupes finis presque simples. Il a publié plus de 90 articles dans des revues scientifiques à comité de lecture et deux mémoires de l'Académie Royale des Sciences de Belgique. Il est le développeur du package Magma (système d'algèbre informatique) sur la géométrie d'incidence (en) et la géométrie des cosets .

## Principales publications scientifiques
- Maria Elisa Fernandes et Dimitri Leemans, « Polytopes of high rank for the symmetric groups », Advances in Mathematics, vol. 228,‎ 2011, p. 3207–3222 (DOI 10.1016/j.aim.2011.08.006 )
- Peter J. Cameron, Maria Elisa Fernandes, Dimitri Leemans et Mark Mixer, « Highest rank of a polytope for {\displaystyle A_{n}} », Proceedings of the London Mathematical Society (en), vol. 115, no 1,‎ 2017, p. 135–176 (DOI 10.1112/plms.12039, hdl 10023/10678 )
- Dimitri Leemans et Martin W. Liebeck, « Chiral polyhedra and finite simple groups », Bulletin of the London Mathematical Society (en), vol. 49, no 4,‎ 2017, p. 581–592 (DOI 10.1112/blms.12041, arXiv 1603.07713)
- Maria Elisa Fernandes, Dimitri Leemans et Mark Mixer, « An extension of the classification of high rank regular polytopes », Transactions of the American Mathematical Society, vol. 370,‎ 2018, p. 8833–8857 (DOI 10.1090/tran/7425, arXiv 1509.01032)
- Peter A. Brooksbank et Dimitri Leemans, « Rank reduction of string C-group representations », Proceedings of the American Mathematical Society, vol. 147,‎ 2019, p. 5421–5426 (DOI 10.1090/proc/14666, arXiv 1812.01055)